# كاناغاوا-كو، يوكوهاما

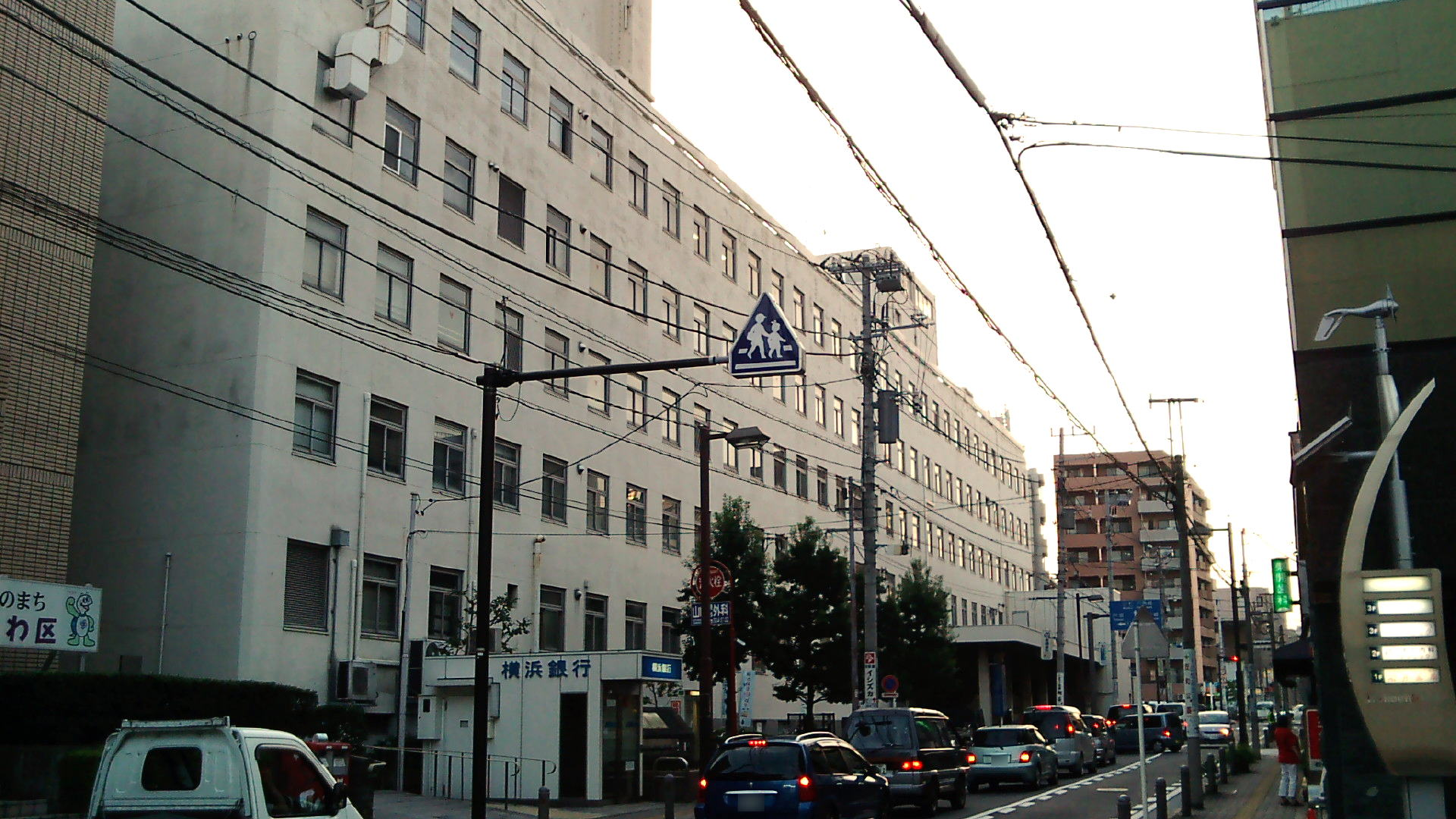
مكتب بلدة كاناغاوا

كاناغاوا (باليابانية:神奈川区) (بالإنجليزية:Kanagawa-ku)، هي بلدة يابانية تابعة لمدينة يوكوهاما، عدد سكانها تبلغ 230,401 نسمة، حسب إحصاء سنة 2010.

## أعلام
- تيتسويا ياماغوتشي

## المواقع الخارجية
- Kanagawa Ward Office
- Kanagawa Ward Office (باليابانية)
- City of Yokohama statistics